# Deutsche Dreiband-Meisterschaft 1963

Veranstaltungsort: Saarbrücken

Die Deutsche Dreiband-Meisterschaft 1963 (DDM) war die 30. Ausgabe dieser Turnierserie und fand vom 7. bis 10. März in Saarbrücken, Saarland statt.

## Geschichte
Nach mehrjähriger Pause nahm der Frankfurter Walter Lütgehetmann wieder an einer Dreiband-Meisterschaft teil, obwohl sein Spiel eher das Cadrespiel war. Für seine sportlichen Leistungen wurde ihm der 1927 gestiftete „Jaques-Zweifel-Wanderpokal“ zum bleibenden Besitz überreicht. Er wurde ihm vom Ehrenpräsidenten Albert Poensgen überreicht. Poensgen hatte diesen Pokal 1927 selbst besorgt und ihn auch ein paar Mal selber errungen.
Der Titelverteidiger und Seriensieger August Tiedtke nahm nicht teil. Als seinen würdigen Vertreter sah man damals den Münchener Hans Ritschel an, der am Ende aus Poensgens Händen den Silberteller für die beste Einzeldurchschnitt (ED) erhielt.
Insgesamt wurde das Turnier eher als schwach bezeichnet. Dies lag unter anderem an dem ungewöhnlichen Bandenabschlag mit dem alle Spieler zu kämpfen hatten. So war es dann auch nicht verwunderlich, dass der Generaldurchschnitt (GD) hinter dem der letzten Jahre zurückblieb. Am härtesten traf es Siegfried Spielmann, der dafür bekannt wahr schnell zu resignieren wenn Vorstellung und Wirklichkeit vom Material nicht übereinstimmen. Und so kam er am Ende nur auf den vierten Platz. Pech hatte auch der inzwischen in Deutschland sesshaft gewordene Amerikaner Clay Sherman. Lag er bei der Bundesmeisterschaft in Karlsruhe noch vor Janzen, so musste er aufgrund des schwächeren GD auf den Warteplatz, und hoffte vergeblich auf eine Absage eines qualifizierten Spielers. Nach den normalen Spielen stand es zwischen Rudolph und Lütgehetmann 10:4, beide hatten je zwei Spiele verloren. So musste eine Stichpartie um den Titel entscheiden. Diese konnte der Kölner 60:50 in 82 Aufnahmen für sich entscheiden. Es war sein fünfter Dreiband-Titel und sein 12. deutscher Titel insgesamt.

## Modus
Es spielte „Jeder gegen Jeden“ (Round Robin) auf 60 Punkte mit Nachstoß.

## Abschlusstabelle
| MP    | Match Points (Sieger = 2; Unentschieden = 1; Verlierer = 0) |
| Pkte. | Erzielte Karambolagen                                       |
| Aufn. | Benötigte Versuche                                          |
| GD    | Generaldurchschnitt                                         |
| BED   | Bester Einzeldurchschnitt eines Spielers                    |
| HS    | Höchstserie                                                 |
|       | Bester GD des Turniers                                      |
|       | Bester ED des Turniers                                      |
|       | Beste HS des Turniers                                       |
|       | 1. Platz (Gold)                                             |
|       | 2. Platz (Silber)                                           |
|       | 3. Platz (Bronze)                                           |

| 1                                             | Ernst Rudolph (Köln)                 | 10:4 | 411 | 596 | 0,689 | 0,800 | 6 |
| 2                                             | Walter Lütgehetmann (Frankfurt/Main) | 10:4 | 410 | 511 | 0,802 | 0,923 | 7 |
| 3                                             | Hans Ritschel (München)              | 8:6  | 372 | 502 | 0,741 | 0,967 | 6 |
| 4                                             | Siegfried Spielmann (Düsseldorf)     | 8:6  | 377 | 585 | 0,644 | 0,769 | 7 |
| 5                                             | Joseph Bücken (Aachen)               | 6:8  | 393 | 658 | 0,597 | 0,731 | 6 |
| 6                                             | Rudolf Apelt (Berlin)                | 6:8  | 356 | 600 | 0,593 | 0,779 | 5 |
| 7                                             | Erich Heinrichs (Köln)               | 4:10 | 366 | 608 | 0,601 | 0,869 | 6 |
| 8                                             | Josef Janzen (Bottrop)               | 4:10 | 311 | 622 | 0,500 | 0,618 | 4 |
| Turnierdurchschnitt: 0,639 (ohne Stichpartie) |                                      |      |     |     |       |       |   |
| Stichpartie                                   |                                      |      |     |     |       |       |   |
| -                                             | Ernst Rudolph                        | 2:0  | 60  | 82  | 0,731 | 0,731 | 5 |
| -                                             | Walter Lütgehetmann                  | 0:2  | 50  | 82  | 0,609 | –     | 4 |
| nach Stichpartie                              |                                      |      |     |     |       |       |   |
| 1                                             | Ernst Rudolph (Köln)                 | 14:2 | 471 | 678 | 0,694 | 0,800 | 6 |
| 2                                             | Walter Lütgehetmann (Frankfurt/Main) | 10:4 | 460 | 593 | 0,775 | 0,923 | 7 |
| Turnierdurchschnitt: 0,640 (mit Stichpartie)  |                                      |      |     |     |       |       |   |